# Rhodesaclerda insleyae
Rhodesaclerda insleyae är en insektsart som beskrevs av Hodgon och Millar 2002. Rhodesaclerda insleyae ingår i släktet Rhodesaclerda och familjen Aclerdidae. Inga underarter finns listade i Catalogue of Life.